# Ужевич, Иван Петрович
Ива́н Петро́вич Уже́вич (укр. Іван Ужевич, блр. Іван Ужэвіч, пол. Jan Użewicz; сам писал своё имя — Іωаннъ Ужевичъ Словянинъ, Ioannes Usevicius Sclavonus, Ioannes Ugevicius Sclavonus, Jan Użewic; в списке студентов Краковского университета — Ioannes Petri Uzewicz d. Vil.) (10-е гг. XVII в. — после 1645 г.) — западнорусский языковед.
Биография малоизвестна, кроме того, что с 1637 г. учился в Краковском университете, а в 1643 г. был студентом Парижского университета. Студентом в Кракове на польском языке написал панегирик на честь свадьбы Александра Пшиленцкого с Евой Рупнёвской (1641). В историю филологии Ужевич вошел как учёный, который написал первую грамматику западнорусского языка.

## «Грамматыка словенская»
Ужевич написал латиноязычную рукопись «Грамматыка словенская», известную в двух версиях, парижской (1643) и аррасской (1645). Обе рукописи были изданы И. Белодедом и Е. Кудрицким в 1970 году в Киеве. Работа Ужевича, частично базирующая на грамматиках П. Статориюса (Стоенского) и Мелетия Смотрицкого, — первая грамматика «простой мовы» (а не церковнославянского языка), общего литературного языка украинцев и белорусов, который автор называет «lingua popularis», то есть «народным языком». Соответственно, Ужевич иногда параллельно употребляет «украинские» и «белорусские» варианты (напр., сегодня украинское що рядом с што, что сегодня является белорусским словом). А. Горбач (1967) допускает, что Ужевич приходил из области украинско-белорусской языковой границы.
Грамматика Ужевича ясно отражает сравнительный подход. Вероятно, в этом контексте стоит воспринимать её название «Grammatica sclavonica» (а не «ruthenica»). Многое, что Ужевич пишет о «простой мове», кажется, относится и к церковнославянскому, а там, где эти языки расходятся, он часто приводит и специфическую информацию о церковнославянском языке. Кроме того, в грамматике встречаются замечания о специфике польского, чешского, моравского и хорватского языков, а «Отче Наш» приводится в церковнославянском, «простомовном» и хорватском (в глаголице) вариантах.
Как во всех грамматиках этого времени, и в грамматике Ужевича отражаются проблемы адаптации латинской грамматической системы к другому языку. Так, с одной стороны, встречаются длинные списки конструированных форм глаголов без практического значения для «простой мовы», напр. оптатив плюсквамперфекта (желательное наклонение предпрошедшего времени) бодай бымъ былъ кова́лъ (Аррас, 452). С другой стороны, Ужевич не знает местного (предложного) падежа (которого нет в латинском языке), и поэтому старается объяснить его окончания, подобные то дательному, то творительному падежу («аблятиву»), как «casus vagabundi» («бродяжничающие падежи», Аррас, 332−341).

## «Розмова · Бесѣда»
Как Х. Кайперт (2001) показал, автографом Ивана Ужевича является также анонимная рукопись «Розмова · Бесѣда» (до тех пор языковедами ошибочно датировавшаяся концом XVI в.), которая, как и первый из рукописей «Грамматыки», хранится во Французской национальной библиотеке в Париже. Это перевод известного разговорника Н. Берлемонта параллельно на «простую мову» и на церковнославянский язык. Над левым, «простомовным» столбцом («Розмовой») написано «Popularis», над правым, церковнославянским («Бесѣдой») — «Sacra». Может быть, этим разговорником автор хотел читателям своей грамматики показать на практике, как отличается «народный» от «священного» языка. Таким образом, разговорник дает нам богатый языковой материал для иллюстрации грамматики Ужевича, которого в самой грамматике, написанной на латыни, относительно мало. Кроме того, этот материал состоит из бытовых диалогов, которые написаны на очень живом языке.
Разговорник был издан в 2005 году вместе с латинским оригиналом этого перевода и с параллельным текстом на польском языке.

## Сочинения
- Obraz cnoty y sławy w przezacney fámiliey Ich MM. PP. Przyłęckich, wiecznemi czásy nieodmiennie trwájący. Ná wesoło fortunny akt małżeński przezacnych małżonkow Jego Mośći P. Alexandra z Przyłęka Przyłęckiego, y Jey Mośći Panny Ewy z Rupniowa Rupniowskiey, Aońskim piorem odrysowány y ná ućiechę nowemu Stadłu ofiarowány przez Jana Użewica sławney Akademiey Krákowskiey Studenta (Краков, 1641).
- Грамматыка словенская (Париж, 1643; б.м.н. 1645).
- Розмова • Бесѣда (б.м.н., сер. XVII в.; ISBN 3-87690-892-2).